# Black/White
Pour plus de détails, voir Fiche technique et Distribution.
Black/White (Guess Who), ou Devine qui au Québec, est un film américain réalisé par Kevin Rodney Sullivan. C'est un remake du célèbre film Devine qui vient dîner ?.

## Synopsis
Rien n'est plus précieux aux yeux de Percy Jones que sa fille adorée, Theresa. Pour cet homme sûr de lui, aucun garçon ne sera assez bien pour être accepté comme gendre. Aussi, lorsque Theresa s'apprête à lui présenter son nouveau fiancé, l'intransigeant papa profite de ses fonctions dans une banque pour enquêter sur la situation financière du prétendant. Rassuré en apprenant que l'homme est un brillant agent de change, Percy se montre impatient de faire sa connaissance. Mais sa déconvenue est immense lorsqu'il découvre que Simon est blanc.

## Fiche technique
- Titre français : Black/White
- Titre québécois : Devine qui
- Titre original : Guess Who
- Réalisation : Kevin Rodney Sullivan
- Scénario : David Ronn, Jay Scherick, Peter Tolan, William Rose
- Photographie : Karl Walter Lindenlaub
- Production : Betty Thomas, Jason Goldberg
- Pays de production :  États-Unis
- Langue originale : anglais
- Genre : comédie de mœurs
- Date de sortie :
  - États-Unis : 25 mars 2005

## Distribution
- Bernie Mac (V. F. : Frantz Confiac ; V. Q. : Éric Gaudry) : Percy Jones
- Ashton Kutcher (V. F. : Adrien Antoine ; V. Q. : Nicolas Charbonneaux-Collombet) : Simon Green
- Zoe Saldana (V. F. : Géraldine Asselin ; V. Q. : Camille Cyr-Desmarais) : Theresa Jones
- Judith Scott (V. F. : Annie Milon ; V. Q. : Johanne Garneau) : Marilyn Jones
- Hal Williams (V. F. : Robert Liensol ; V. Q. : Hubert Fielden) : Howard Jones
- Kellee Stewart (en) (V. F. : Mbembo ; V. Q. : Violette Chauveau) : Keisha Jones
- Robert Curtis Brown (V. F. : Jean-François Kopf ; V. Q. : Alain Zouvi) : Dante
- RonReaco Lee (V. F. : Christophe Peyroux ; V. Q. : Philippe Martin) : Reggie
- Paula Newsome (V. F. : Maïk Darah) : Darlene
- Phil Reeves (V. F. : Pierre Dourlens ; V. Q. : Paul Savoie) : Fred
- Sherri Shepherd : Sydney
- Nicole Sullivan (V. F. : ? ; V. Q. : Manon Arsenault) : Liz Klein
- Jessica Cauffiel (V. F. : ? ; V. Q. : Sophie Stanké): Polly
- Jonell Kennedy : Winnie
- Niecy Nash : Naomi
- Kimberly Scott : Kimbra
- Denise Dowse (en) : Lisa
- Richard Lawson : Marcus
- J. Kenneth Campbell (V. F. : Sylvain Lemarié) : Nathan Rogers
- Chad Gabriel (V. F. : Patrick Mancini) : serveur
- Alex Morris (V. F. : Med Hondo) : prêtre
- James Eckhouse : travailleur #1
- Angel Viera : travailleur #2
- Amanda Tosch : femme de Dante
- Lisa Kushell (V. F. : Catherine Le Hénan) : femme dans l'ascenseur
- Archie Kahn III : liftier
- Carl Ciarfalio (V. F. : Sylvain Lemarié) : agent de la circulation
- Nicholaus Iamaleava : petit ami samoan
- Andy Morrow : employé du go-kart
- Bryan Anthony : danseur
- Nadine Ellis : danseuse
- Scott Fowler : danseur
- Robert James Hoffman III : danseur
- George Mynatt : danseur
- Carlton Wilborn : danseur
- Richard T. Jones : homme au téléphone
- David Ramsey : Fêtard
- David Krumholtz : Jerry MacNamara (non crédité)
- Mike Epps : chauffeur de taxi (non crédité)

Source : Voxofilm - VF / Doublage.Qc.Ca - VQ